# Martín de Angulo y Pulgar

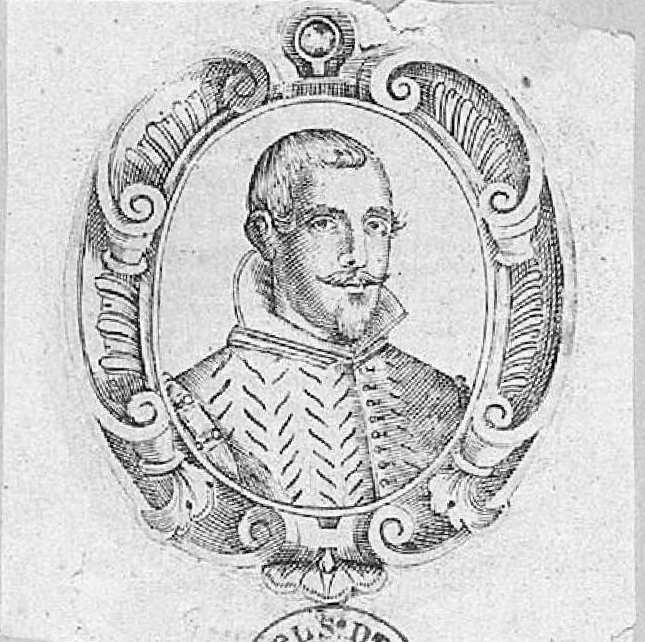
Retrato de Martín Angulo y Pulgar publicado con la Égloga fúnebre a don Luys de Góngora de versos entresacados de sus obras, impresa en Sevilla por Simón Fajardo, 1638. Biblioteca Nacional de España.

Martín de Angulo y Pulgar fue un escritor español, nacido en Granada en 1594, autor de unas Epístolas satisfactorias (1635), escritas en defensa de Luis de Góngora con motivo de la polémica suscitada por las Soledades, y de la Égloga fúnebre a D. Luis de Góngora de versos entresacados de sus obras (1638).